# Komitet Samoobrony Polskiej
Komitet Samoobrony Polskiej – jawnie działająca w PRL organizacja, utworzona 28 maja 1977 r. przez grupę działaczy o poglądach narodowo-katolickich skupionych wokół Mariana Barańskiego (byłego członka Ligi Narodowo-Demokratycznej), najpierw pod nazwą Polski Komitet Obrony Życia i Rodziny, później Polski Komitet Obrony Życia, Rodziny i Narodu, a od 1981 r. Komitet Samoobrony Polskiej (KSP). Rzecznikami byli założyciel Marian Barański i Janusz Bukowski. Do działaczy Komitetu należeli m.in. Edward Froń, Tomasz Jan Jankowski i Krzysztof Kawęcki.
Deklarowane przez Komitet Samoobrony Polskiej cele działalności:
- obrona życia (zwalczanie aborcji, przeciwdziałanie legalizacji eutanazji),
- obrona rodziny (zwalczanie niemoralności, sprawy prawidłowego odżywiania, zapewnienie każdej rodzinie mieszkania, obrona trwałości i dzietności rodziny, obrona prawa rodziców do wychowywania dzieci)
- obrona narodu (obrona „każdej wartości prawdziwie polskiej”, a w szczególności wiary, samorządności społeczeństwa, suwerenności narodu, tradycji, prawdy i jawności w życiu publicznym)

Środowisko to występowało jawnie, powołując się na Konstytucję PRL. Organem Komitetu był „Informator Polskiego Komitetu Obrony Życia i Rodziny”, w 1978 r. przemianowany na „Samoobronę Polską” (do momentu wprowadzenia stanu wojennego ukazało się 16 numerów). Biurem KSP i siedzibą redakcji „Samoobrony Polskiej” było warszawskie mieszkanie Mariana Barańskiego. W 1978 działacze Komitetu skierowali do Sejmu PRL petycję domagającą się zakazu aborcji, pod którą zebrali 12 tys. podpisów. Komitet usiłował zwalczać wpływy KOR jako wg nich „lewicowego” i „niekierującego się polskimi interesami”, zajmował się „zwalczaniem wpływów lewicowych i masońskich” oraz „zwalczaniem nacjonalizmu niemieckiego i szowinizmu żydowskiego”, co prowadziło do uznawania ZSRR za sojusznika. W polityce zagranicznej Komitet Samoobrony Polskiej przedstawiał kierunek zbieżny z poglądami Jędrzeja Giertycha.
Po wprowadzeniu stanu wojennego w PRL (1981-1983) Komitet Samoobrony Polskiej zawiesił działalność.